# Попасна (річка)
Попасна (рос. Б. Бол. Окнина Попасная)  — річка в Україні, у Новоайдарському районі Луганської області. Права притока Єрика (басейн Дону).

## Опис
Довжина річки 10 км, похил річки 4,2  м/км, найкоротша відстань між витоком і гирлом — 8,18  км, коефіцієнт звивистості річки — 1,23 . Площа басейну водозбору 45,9 км². Річка формується 3 безіменними струмками та 6 загатами.

## Розташування
Бере початок на південно-східній стороні від села Попасне. Спочатку тече переважно на південний схід через Степний Яр, потім тече на південний захід через Окнине і на східній стороні від Новоохтирки впадає у річку Єрик, ліву притоку Борової.
На південній околиці села Окнине біля річки пролягає автошлях Т 1306.
Населені пункти вздовж берегової смуги: Маловенделівка, Айдар-Миколаївка.